# لافينيا ستان
لافينيا ستان (بالرومانية: Lavinia Stan)‏ هي عالمة سياسة رومانية، ولدت في 1966.